# Đập Krasnoyarsk
Đập Krasnoyarsk là một đập thủy điện được xây dựng băng qua sông Enisei ở miền bắc huyện Divnogorsk, vùng Krasnoyarsk, Nga. Được xây dựng từ năm 1956 đến năm 1972 và cung cấp 6.000 MW điện năng, chủ yếu được sử dụng để cung cấp KrAZ (Krasnoyarsky Aluminievyy Zavod, Nhà máy nhôm Krasnoyarsk). Cả hai nhà máy điện và nhôm đều được kiểm soát bởi công ty RUSAL.
Từ khi vận hành tuabin thứ 10 vào tháng 4 năm 1971, nhà ga là nhà sản xuất điện lớn nhất thế giới cho đến khi Grand Coulee Dam đạt 6,181 MW vào năm 1983.
Theo kết quả của việc xây đập, hồ chứa Krasnoyarsk đã được tạo ra. Hồ chứa này, thường gọi là biển Krasnoyarsk, có diện tích 2.000 km2 và diện tích 73.3 cubic kilômét. Chiều dài 388 km (241 dặm) và rộng 15 km (9 dặm) rộng nhất, có độ sâu trung bình 36,6 m (120,1 ft) và độ sâu 105 m (344 ft) gần đập.
Đập ảnh hưởng đáng kể đến khí hậu địa phương; Thường sông sẽ đóng băng trong mùa đông Siberi cực lạnh, nhưng vì đập nước giải phóng quanh năm quanh năm, dòng sông không bao giờ đóng băng trong dải sông dài 200 km (190 dặm) đến 300 km (190 dặm) Đập. Vào mùa đông, không khí lạnh lẽo tương tác với nước sông ấm tạo ra sương mù bao phủ Krasnoyarsk và các khu vực hạ lưu khác.
Đập được trang bị một chiếc máy bay nghiêng để cho phép thuyền đi qua. Trên thực tế nó là một đường ray điện. Kích thước đường ray là 9.000 mm (29 ft 6 5/16 inch). Vào thời điểm xây dựng, thành tựu này của kỹ thuật hiện đại cho phép các tàu được chuyển về cơ thể chỉ trong 90 phút. Được giữ là biểu tượng của Krasnoyarsk, nó được mô tả trong tờ 10 rúp của Nga.